# შ
Shini (asomtavruli Ⴘ, nuskuri ⴘ, mkhedruli შ, mtavruli Შ) là chữ cái thứ 28 trong bảng chữ cái Gruzia.
Trong hệ thống chữ số Gruzia, შ có giá trị 900.
შ thường đại diện cho âm xát vòm mềm vô thanh Lỗi Lua trong Mô_đun:IPA tại dòng 52: invalid option '%T' to 'format'., giống như cách phát âm của ⟨sh⟩ trong "shoe".

## Chữ cái
| asomtavruli | nuskuri | mkhedruli |
| ----------- | ------- | --------- |
|             |         |           |

## Mã hóa máy tính
| asomtavruli | nuskuri | mkhedruli |
| ----------- | ------- | --------- |
| U+10B8      | U+2D18  | U+10E8    |

## Chữ nổi
| mkhedruli |
| --------- |
|           |